# Сярьгозеро (озеро, Пудожский район)
Сярьгозеро — озеро на территории Пяльмского сельского поселения Пудожского района Республики Карелии.

## Общие сведения
Площадь озера — 1,4 км², площадь водосборного бассейна — 15,8 км². Располагается на высоте 171,4 метров над уровнем моря. Котловина ледникового происхождения.
Форма озера продолговатая: вытянуто с северо-востока на юго-запад. Берега каменисто-песчаные, местами заболоченные.
В озеро втекает ручей. Из северо-восточной оконечности озера вытекает река Яньга, текущая через озеро Янгозеро и втекающая в реку Выг.
Рыбы: щука, плотва, налим, окунь.
Южнее расположено бессточное Галгозеро, также относящееся к бассейну Яньги.
Код объекта в государственном водном реестре — 02020001211102000006767.